# Strilțeve, Bilopillea
Strilțeve (în ucraineană Стрільцеве) este un sat în așezarea urbană Jovtneve din raionul Bilopillea, regiunea Sumî, Ucraina.

## Demografie
Componența lingvistică a localității Strilțeve
     Ucraineană (100%)
Conform recensământului din 2001, toată populația localității Strilțeve era vorbitoare de ucraineană (100%).